# Axel Walter

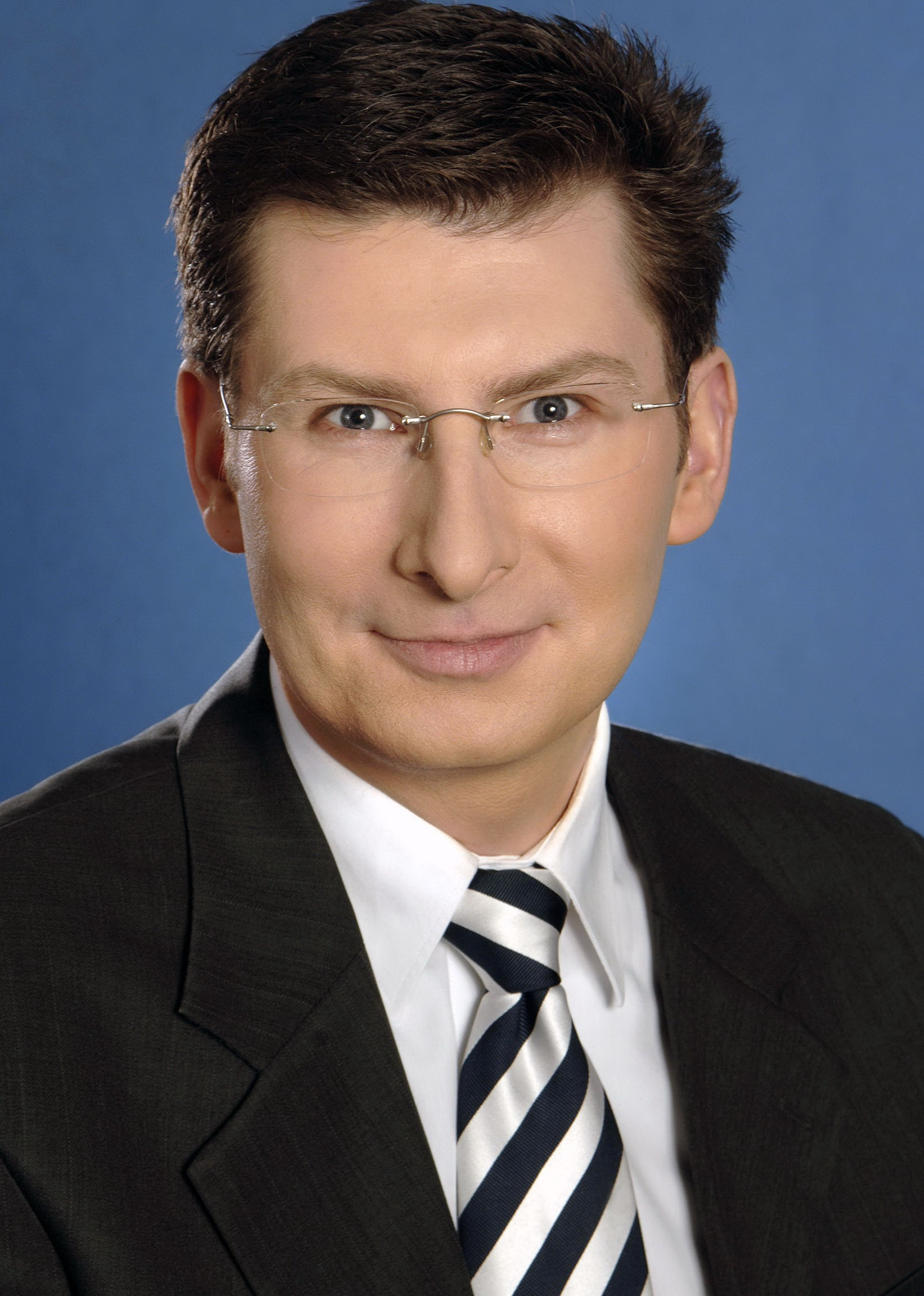
Axel Walter (2011)

Axel Walter (* 1968 in West-Berlin) ist ein deutscher Journalist und Fernsehmoderator.

## Leben
Der gebürtige West-Berliner begann seine Medienkarriere im Alter von 12 Jahren beim RIAS-Jugendfunk. Er absolvierte eine Ausbildung zum Industriekaufmann bei Daimler-Benz in Berlin sowie ein Studium der Theaterwissenschaft sowie Kunstgeschichte. Anschließend volontierte Walter beim damaligen Sender Freies Berlin. Nach und nach erweiterte sich sein Tätigkeitsfeld als Lektor von Hörspielen über die Aufnahmeleitung zu eigenen Rundfunkbeiträgen. Auf Anraten des damaligen RIAS-Chefsprechers Reinhard Bülow nahm er Sprechunterricht. Nachdem wurde Axel Walter Sprecher in den Sparten Programmansage und Nachrichten im Südwestfunk sowie dem NDR-Fernsehen. Auch synchronisierte er Filme.
Seit 1991 ist Axel Walter für den SFB – den heutigen Rundfunk Berlin-Brandenburg – tätig. Dort moderierte er für einige Jahre bei radioBerlin88,8. Bis Dezember 2010 präsentierte er auch das rbb-Gesundheitsmagazin QUIVIVE. Auch gibt er regelmäßig interne Fortbildungsseminare beim Rundfunk Berlin-Brandenburg und lehrt an der Berliner Journalistenschule. 2004 spielte er sich selbst in einer kleinen Rolle als Nachrichtensprecher im ARD-Tatort Eine ehrliche Haut. 2011 war er ebenfalls im Ersten in der Krimireihe Mord in bester Gesellschaft zu sehen.
Seit 1997 ist Walter Sprecher bei der rbb-Nachrichtensendung Abendschau, seit 2002 fungiert er dort auch als Nachrichtenchef. Zudem moderiert er werktags häufig am frühen Abend rbb24.